# 道雄
道雄（どうゆう、生年不詳 - 仁寿元年6月8日（851年7月10日））は、平安時代前期の真言宗の僧。空海の十大弟子の一人。讃岐国多度郡の人。俗姓佐伯氏。空海と同族で、実恵の親族。また、一説には円珍の伯父ともいわれる。海印寺の開基。

## 略歴
はじめ東大寺の慈勝に師事して唯識論（法相宗）を学び、次いで長歳から華厳宗と因明を学んだ。一説には日本の華厳宗の正統を継ぎ第七祖となったといわれる。その後、空海から真言密教を学び灌頂を受けた。天長4年（827年）9月の「天長皇帝、故中務卿親王の為に田及道場支具を捨て橘寺に入るる願文」（『性霊集』巻六）には真言宗の参列僧としてその名が見える。
承和14年（847年）12月、律師に任ぜられ、嘉祥3年（850年）12月には権少僧都に任ぜられた。なお、同年7月に、讃岐国の佐伯直正雄らが実恵、道雄の親族であることを理由に、佐伯宿禰の姓を賜っている。仁寿元年（851年）6月8日、入滅。享年は不詳。
あるとき、寺院建立の志を抱いていた道雄は、夢に見た山城国乙訓郡の木上山を造寺に適した勝地として奏上し、朝廷の援助を得て10の院をもつ海印寺を建立。年分度者2人が置かれ華厳宗を伝えた。